# Îles Treshnish
Les îles Treshnish sont un groupe d'îles appartenant à l'archipel des Hébrides intérieures en Écosse. Ces îles sont situées à cinq kilomètres à l'ouest de Mull, dans la mer des Hébrides, et font partie du Council area d'Argyll and Bute.

## Géographie
Inhabitées et propriété du Hebridean Trust, le groupe est composé des îles de :
- Cairn na Burgh Beag
- Cairn na Burgh Mòr
- Fladda
- Sgeir an Eirionnaich
- Sgeir a’ Chaisteil
- Lunga
- Bac Mòr (aussi appelée Dutchman's Cap)
- Bac Beag

Ces huit îles s'alignent selon un axe Nord-Est - Sud-Ouest sur une distance de onze kilomètres et sont entourées par des récifs et des îlots : Sgeir Blàr nan Each, An Calb, Sgeirean Mòr, Sgeirean na Giusaich, Bogha Ruadh, Sgeir an Fheòir, Tighchoie, Sgeih na h-lolaire, Sròn Urraidh, ...
Les îles sont rocailleuses, entourées de falaises encadrant des criques qui abritent des plages. Des pâturages et des landes y poussent.

## Faune & flore

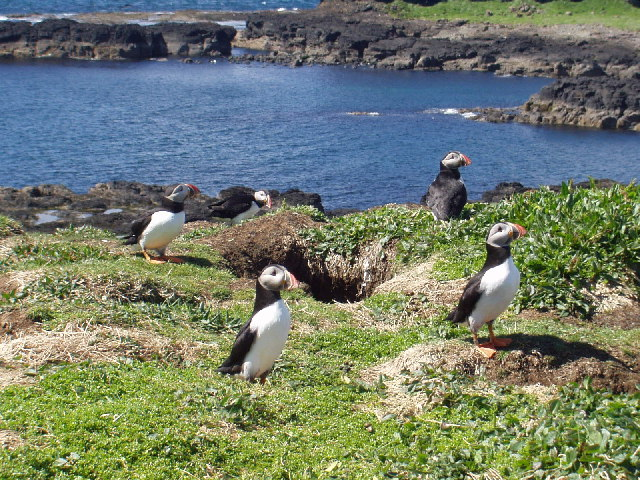
Macareux à Lunga

Les îles Treshnish ont été désignées zone de protection spéciale et site d'intérêt scientifique spécial pour leurs colonies d'oiseaux de mer (océanites tempête, macareux, etc.) dont les plus importantes se trouvent à Lunga. Les îles sont également un lieu de nidification hivernal pour les bernaches nonnette venant du Groenland et un lieu de vie pour des colonies de phoques gris.

## Histoire
Il existe,  sur les îles, plusieurs probables duns qui seraient dateraient de l'âge du fer. On sait peu de choses sur leur histoire, mais ces points de repère furent importants pour les colons nordiques lors de leur conquête dans les premières années du Royaume de Man et des Îles. Il existe sur Lunga un village de blacks houses qui fut abandonné en 1857.
Les îles ont été achetées en 1938 par l'exploratrice et naturaliste Jean Rankin (en). Elles ont été vendues au Hebridean Trust en 2000.

## Tourisme
En raison de la beauté et de l'éloignement des îles et de l'abondance de la faune, en particulier les macareux, elles sont très populaires auprès des touristes qui les visitent en bateau, surtout Lunga, pour des excursions d'une journée pendant l'été.

## Château
Les îles Treshnish sont aussi connues pour leurs châteaux forts en ruine sur Cairn na Burgh Beag et Cairn na Burgh Mòr.

## Référence
- (en) Cet article est partiellement ou en totalité issu de l’article de Wikipédia en anglais intitulé « Treshnish Isles » (voir la liste des auteurs).

1. ↑  Lady Jean Rankin Telegraph